# Taxi
 For alternative betydninger, se Taxi (flertydig). (Se også artikler, som begynder med Taxi)
 "Taxa" omdirigeres hertil. For andre betydninger af Taxa, se Taxa (flertydig).
En taxi (fra fransk: taximètre, »taxameter«), taxa eller hyrevogn er et transportmiddel med en chauffør, som man kan leje til persontransport for en bestemt distance eller for et aftalt tidsrum.
Forskellige har forsøgt at reservere begrebet taxa som dansk varemærke (Dansk Taxi Råd, nu en del af Dansk PersonTransport og TAXA 4x35); Sø- og Handelsretten har i 2015 afgjort, at betegnelsen taxa er et synonym til ordet taxi og ikke er beskyttet.
I Danmark kræver det tilladelse (jf. taxiloven) at køre erhvervsmæssig persontransport. Den seneste lov blev vedtaget i 2017.

## Etymologi
Betegnelsen »taxi« er oprindeligt en forkortelse af det franske ord taximètre, »taxameter«; taxameter kommer fra tysk og er en sammensmeltning af det latinske ord taxa, »skat,vurdering«, og det tyske meter, »meter«. En anden oprindelse for ordet taxi er det engelske taxicab, der er en sammensmeltning af taximeter; »taxameter« og cabriolet; »kabriolet«.
En droske eller drosche er defineret som en hestetrukken hyrevogn. Denne betegnelse kommer fra gennem det tyske ord Droschke fra russisk дрожки, dróžki – »let vogn«; det russiske ord er et diminutiv af droga, der betyder »arbejdsvogn«. Ordet drosje anvendes på norsk i dag. Tidligere har droskebil og været anvendt på dansk.
Tidligere har begrebet taksameterdroske eller taksa været anvendt i Danmark om både en motor- og hestedreven hyrevogn, hvori der er et apparat, som måler den kørte distance og pålægge brugen en afgift for denne.
Ordnet taxa er i dansk sammenhæng en forkortelse af Taxamotorkompagniet (opr. 1908).

## Historie i Danmark
I Danmark, omkring år 1900, var transport efter taxameter med de såkaldte drosker i hovedstaden allerede udbredt, men de var drevet af heste. På dette tidspunkt indgik ca. 500 heste til driften af hestedrosker i hovedstaden. I 1902 fremkom de første motordrosker i Frederiksberg Kommune. Året efter tillod Københavns Kommune også kørsel med motordrosker.
Taxamotorkompagniet oprettedes i 1908 med en vognpark bestående af Renault-drosker. I 1920-erne begyndte automobildrosken at udkonkurrere hestedrosken, som dog under krigen fik en renæssance grundet brændstofmangel.:87
Der skete en opdeling i drosker og lillebiler: Droskerne havde kommunal kørselstilladelse og tildelt faste holdepladser ved fx banegårde samt ret til at opsamle passagerer ved vejsiden, mens lillebilerne blev drevet fra indehaverens hjem.:87-88

## Farvelægning
I nogle lande er taxaer normalt malet i en bestemt farve for at få dem til at skille sig ud på vejen.
- London - Sort;
- New York - Gul for alle taxaer, der ikke arbejder med vognmænd og kan stoppes på vejen;
- Polen - Alle farver kan bruges;
- Holland - Sort og gul, eksempel: botlek taxi i Rotterdam;
- Hong Kong - Rød